# Pseudechinolaena madagascariensis
Pseudechinolaena madagascariensis là một loài thực vật có hoa trong họ Hòa thảo. Loài này được (A.Camus) Bosser miêu tả khoa học đầu tiên năm 1975.